# المعرض الوطني الإسكتلندي
المعرض الوطني الإسكتلندي هو متحف فني يقع على تل في منتصف إدنبرة، في مبنى مصمم حسب الحركة الكلاسيكية الحديثة. تم فتح المعرض للعامة لأول مرة في العام 1859 للميلاد.
وضع حجر أساس المبنى الأمير ألبرت في العام 1850 ميلادية.

## المجموعات الفنية

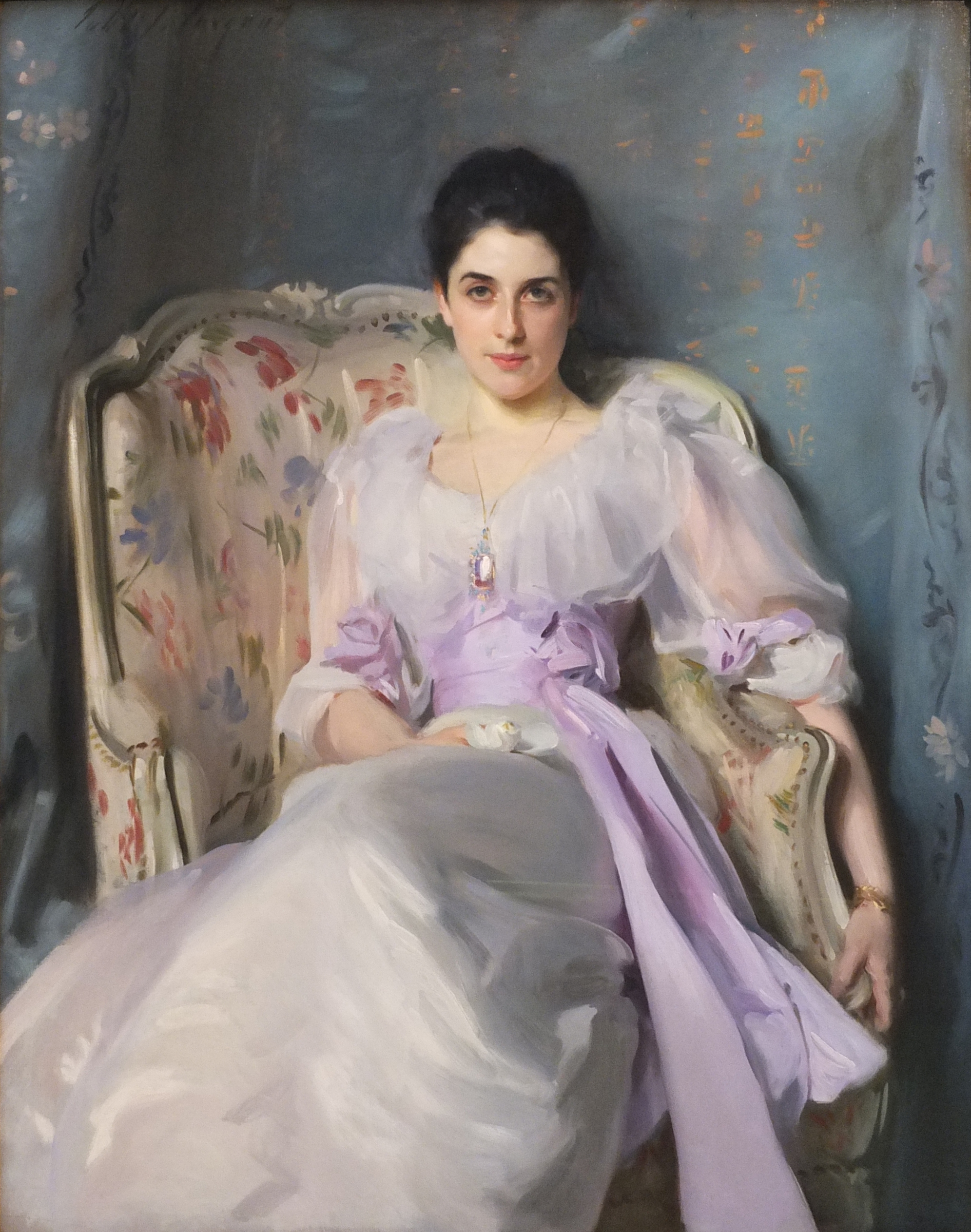
بورترية السيدة أجنيو بريشة جون سنجر سارجنت عام 1892 ، يصور العمل «جيرترود أجنيو»، زوجة السير أندرو أغنيو، الباروني التاسع. وهي مملوكة للمعرض الوطني الإسكتلندي في إدنبرة ، اسكتلندا.
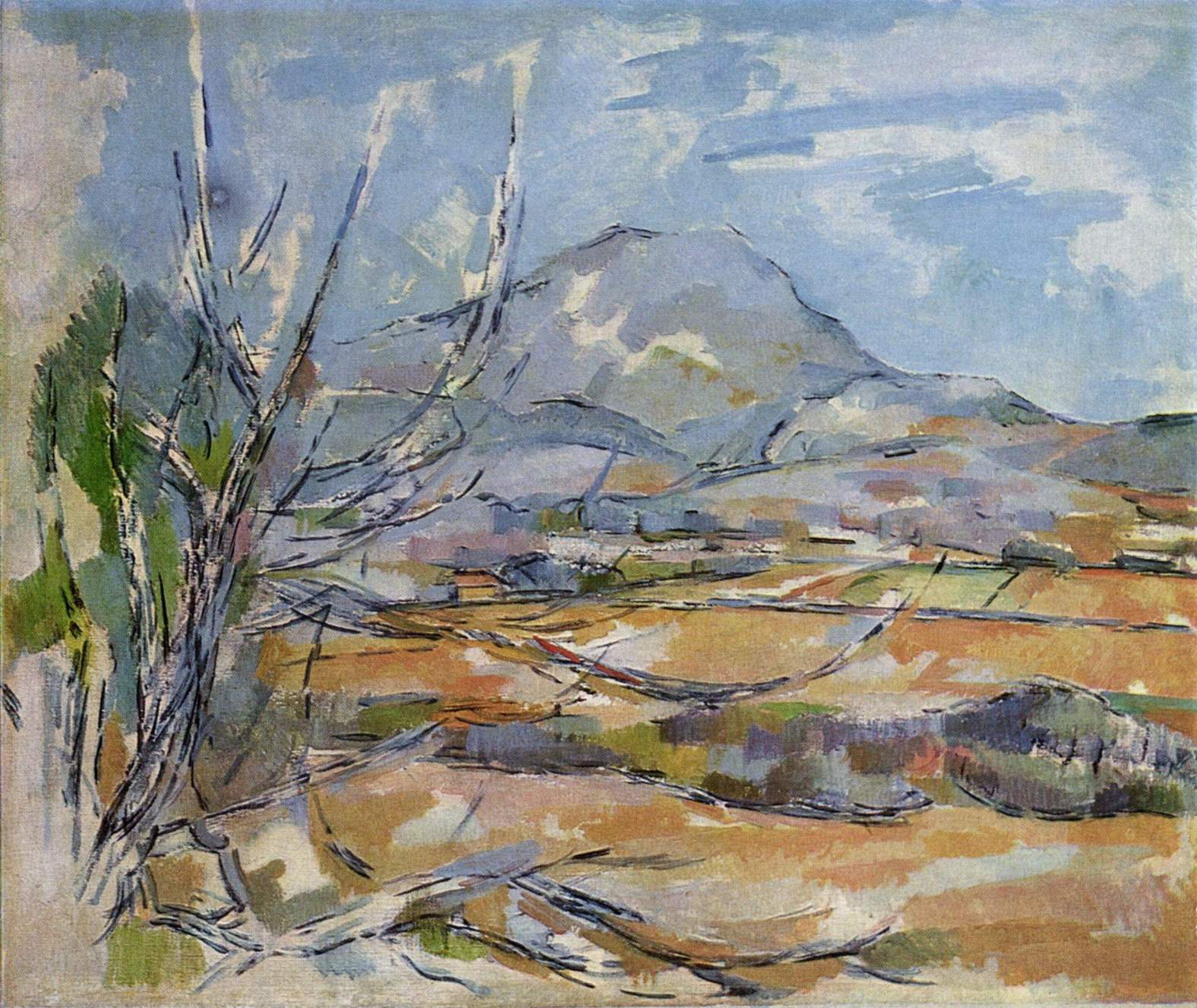
"Montagne Sainte-Victoire" من عمل الفنان بول سيزان (1839–1906)
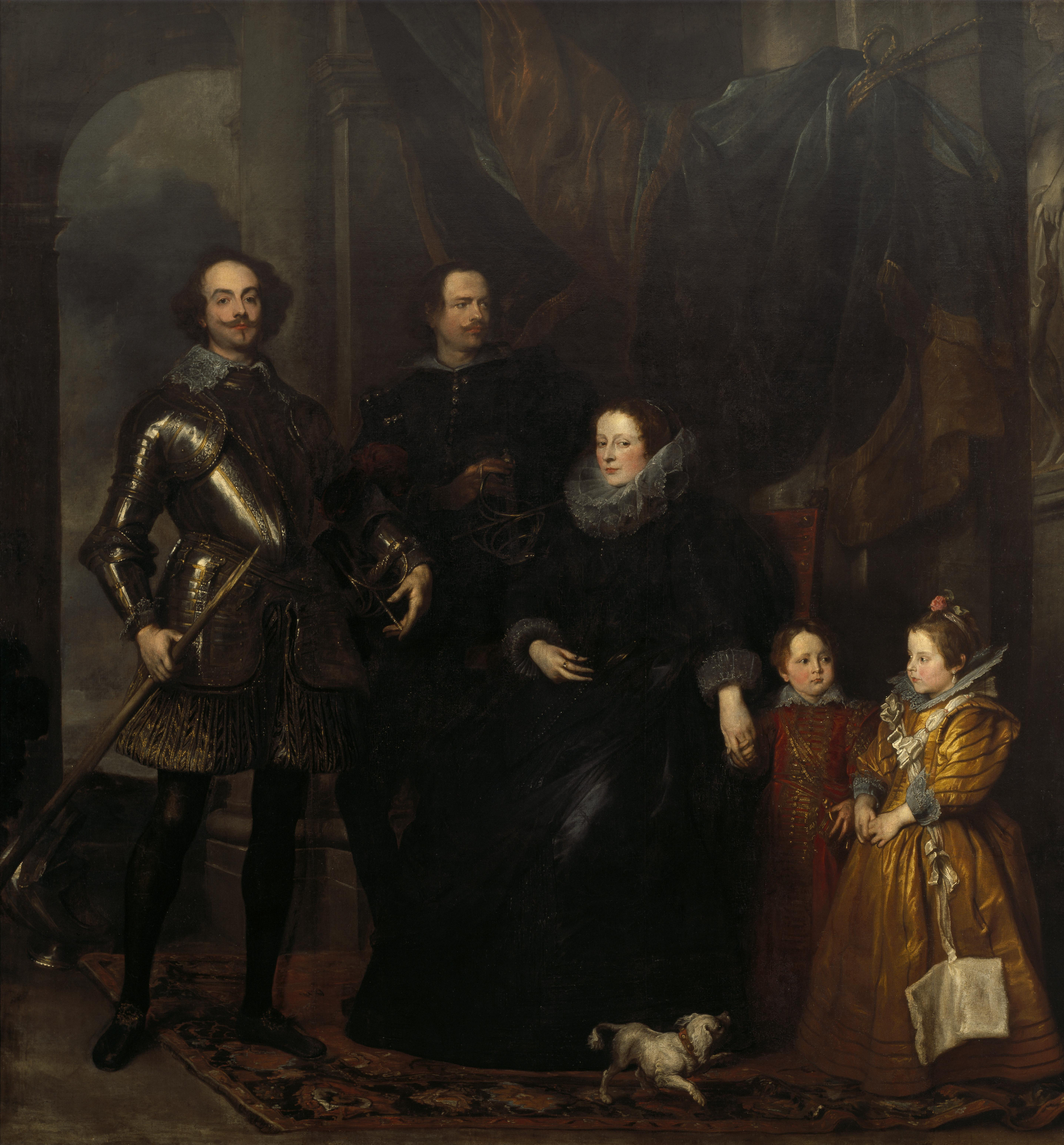
"The Lomellini Family" من أعمال الفنان أنطوني فان ديك (1599–1641)
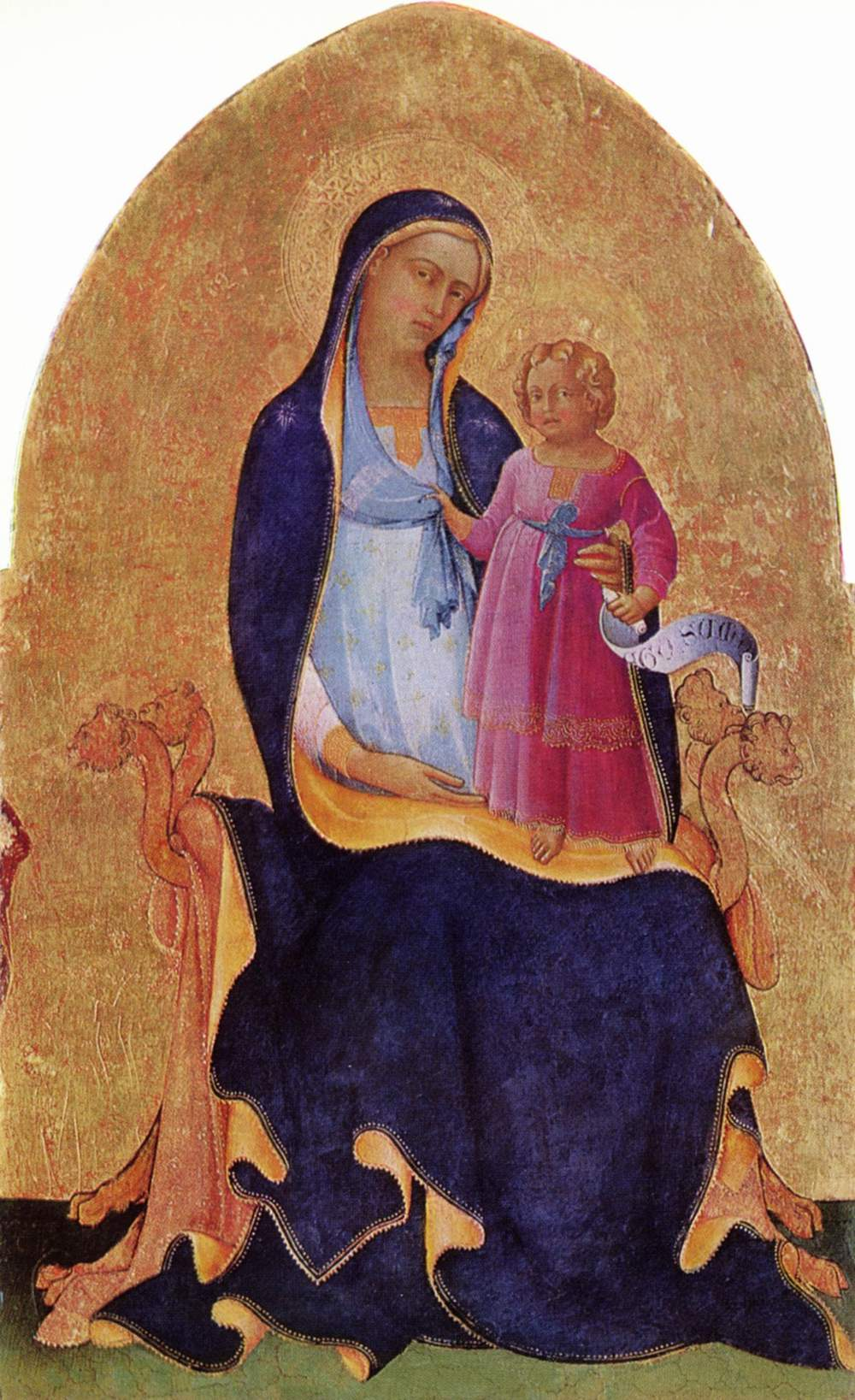
"Madonna and Child" من أعمال السيد لورينزو موناكو (1370–1425)

## معرض صور

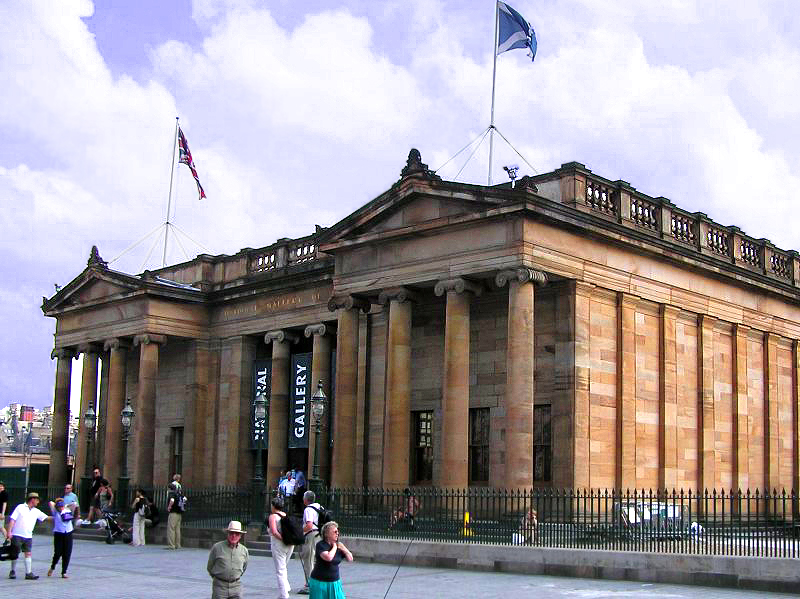
منظر من الشمال للمعرض الوطني الاسكتلندي
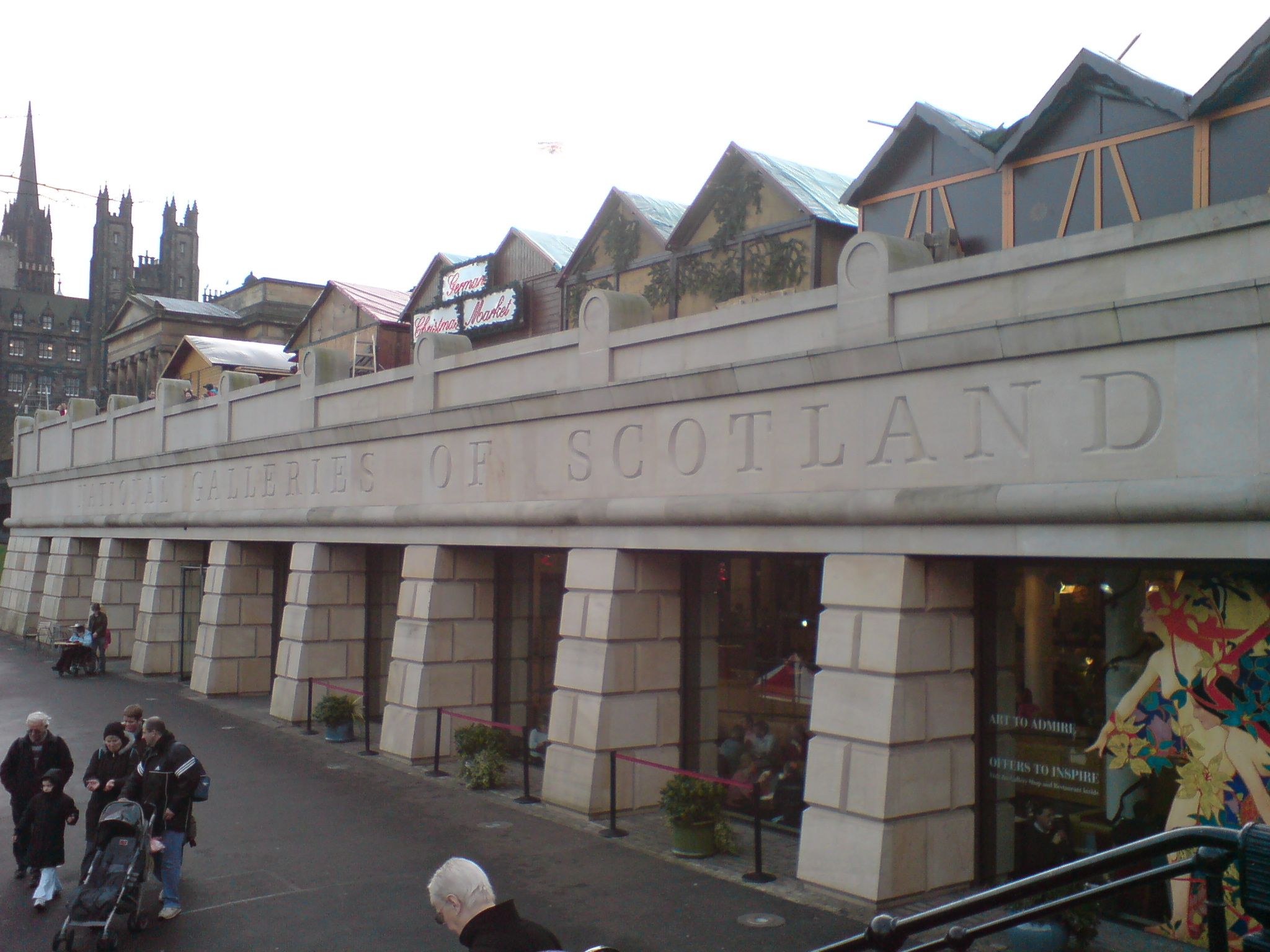
المدخل السفلي للمعرض الوطني الاسكتلندي
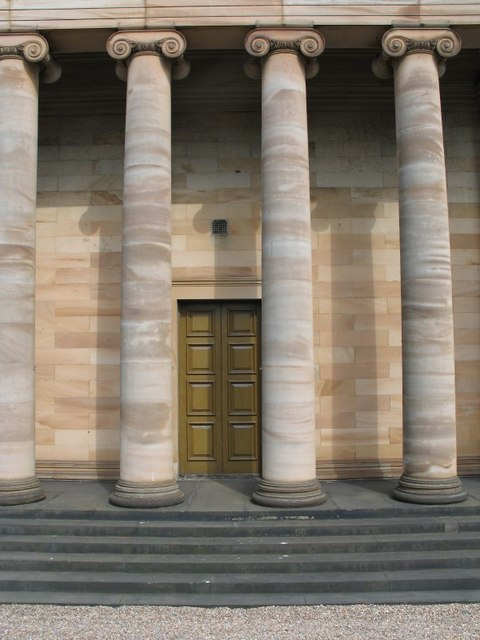
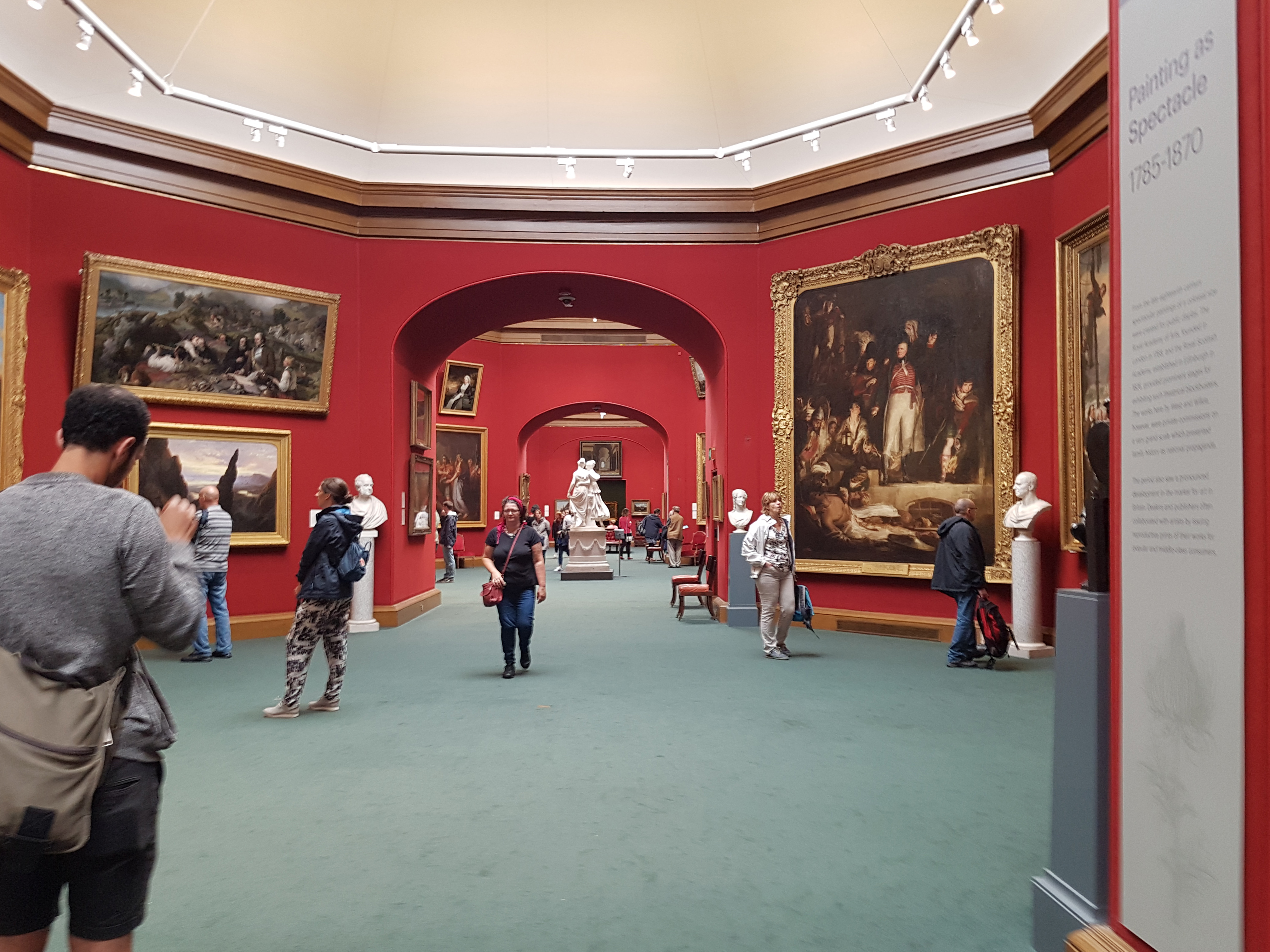
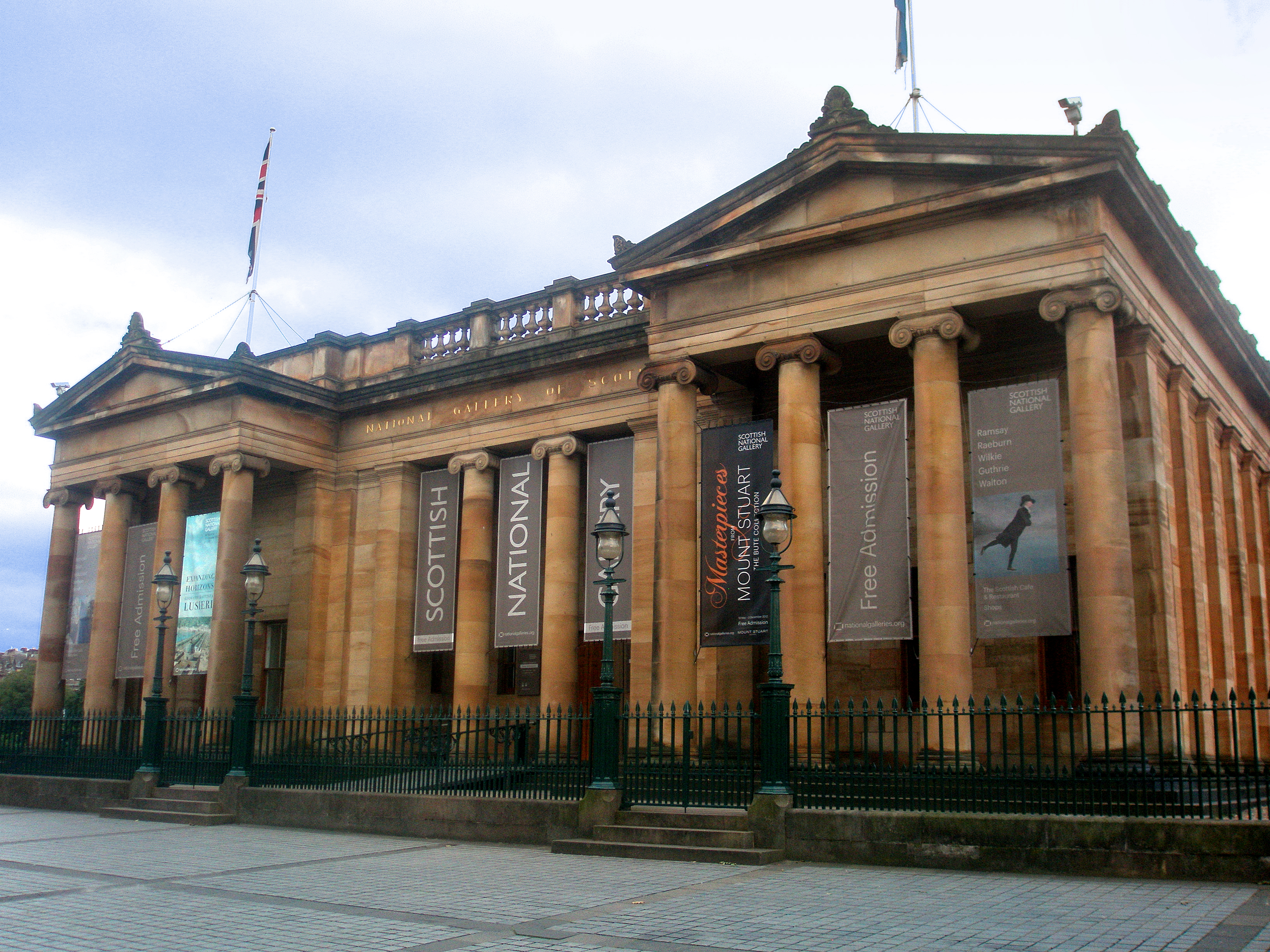
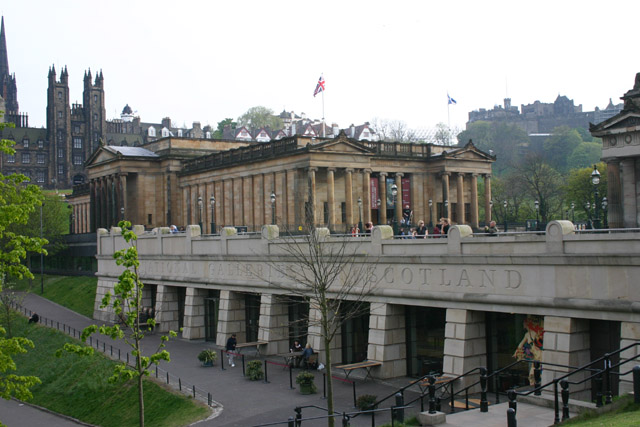

## وصلات خارجية
- NationalGalleries.org الموقع الرسمي للمعرض
- BBC News – Report on the completion of the Playfair Project
- NationalGalleries.org,